# Хорана (підрозділ окружного секретаріату)
Підрозділ окружного секретаріату Хорана — підрозділ окружного секретаріату округу Калутара, Західна провінція, Шрі-Ланка. Головне місто - Хорана. Складається з 61 Грама Ніладхарі.

## Демографія
| Кількість Грама Ніладхарі | Площа (км2) | Населення (2012) | Населення (2012) | Населення (2012)  | Населення (2012) | Населення (2012) | Населення (2012) | Густота населення (/км2) |
| Кількість Грама Ніладхарі | Площа (км2) | Сингали          | Ларакалла        | Ланкійські таміли | Індійські таміли | Інші             | Всього           | Густота населення (/км2) |
| ------------------------- | ----------- | ---------------- | ---------------- | ----------------- | ---------------- | ---------------- | ---------------- | ------------------------ |
| 61                        | 109         | 110,122          | 94               | 698               | 1,329            | 198              | 112,441          | 1,032                    |